# Vordingborg Bank
Vordingborg Bank A/S var en dansk bank som blev grundlagt i 1890 af en række lokale forretningsfolk der var utilfredse med at byens sparekasse ikke kunne udføre egentlige bankforretninger.
Grundet finanskrisen i 2008 og deraf mange fyrringer indenfor håndværk og industri, samt et meget kraftigt bolig prisfald på Sydsjælland, medførte samlet at den gamle lokalbank blev hårdt presset med deraf ekstraordinære store nedskrivninger i årene fra 2009 til 2013. Dette sammen med voldsomt øgede kapitalkrav  fra Nationalbanken til danske penginstitutters funding , og hybride kernekapital gjorde at Vordingborg Bank i september 2013 blev fusioneret med Lollands Bank under samme navn.
Lollands bank har 4 filialer i henholdsvis: Maribo, Nakskov, Nykøbing Falster og Vordingborg.